# 浜島町塩屋

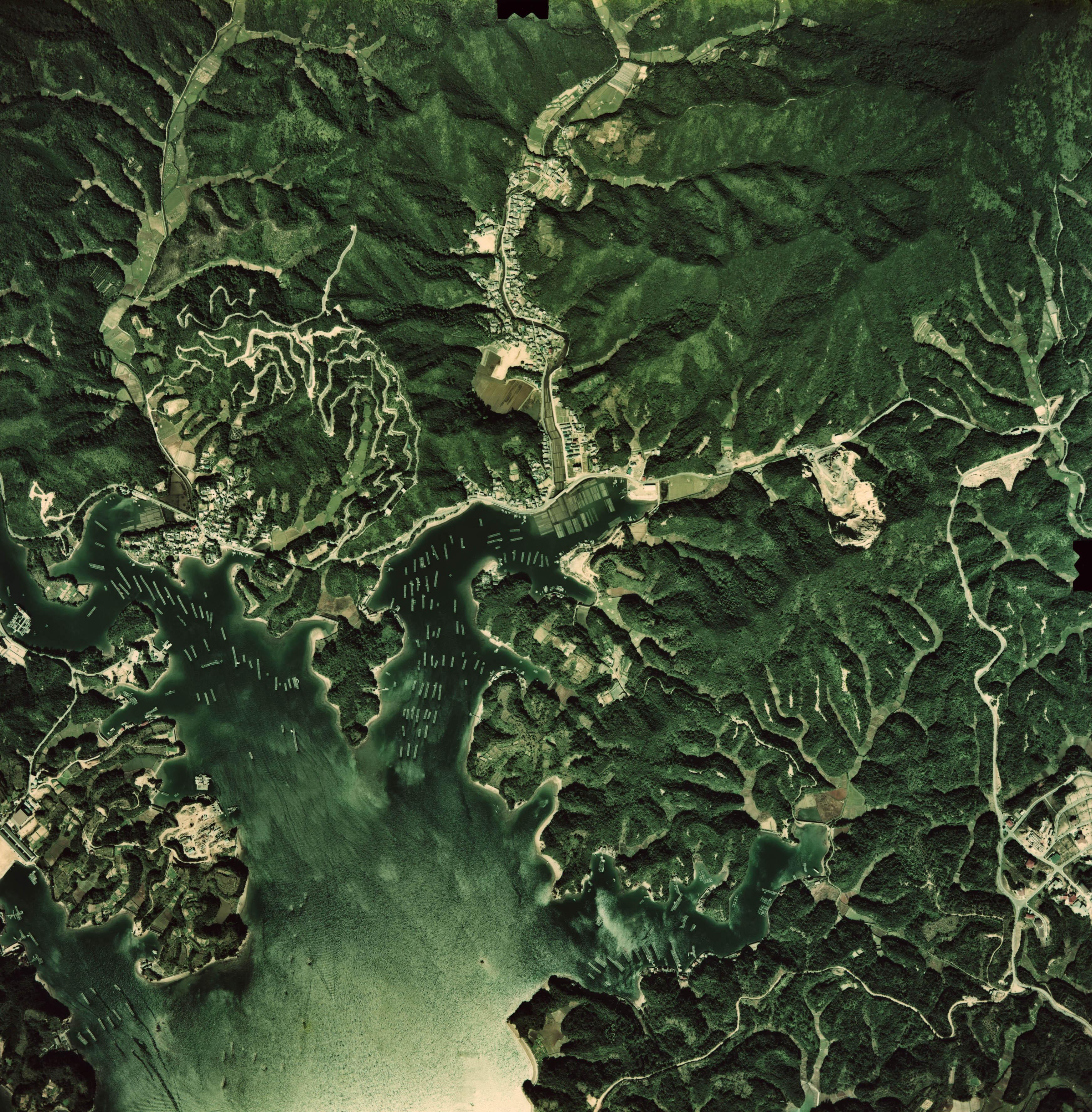
浜島町塩屋の空中写真（1975年）

浜島町塩屋（はまじまちょうしおや）は、三重県志摩市の地名。1989年現在の面積は3.225km2。
半農半漁の地域で、地区は2つに分断されている。

## 地理
志摩市西部に位置する。隣接する浜島町桧山路によって地区は2つに分断されており、浜島町塩屋の本村と飛び地から成る。中心集落は英虞湾沿岸、清水川の河口付近にあたる塩屋の南部に集中している。
- 川：清水川、田杭川

北と東は浜島町迫子（はまじまちょうはざこ）、西は浜島町桧山路と接する。飛び地については、北は浜島町桧山路、南は浜島町浜島、西は浜島町南張に接し、東は英虞湾に面する。
塩屋沖の英虞湾では、真珠や海苔の養殖が行われている。

## 歴史
古代には漁業は盛んではなかったが、塩屋の出郷と伝えられる迫子や桧山路では白魚を獲っていた。
江戸時代には志摩国英虞郡鵜方組に属し、鳥羽藩の配下にあった。江戸時代を通して村高は111石余だった。漁業はほとんど行わず、真珠貝を必要に応じて上納する程度であった。
明治と平成の2度の大合併を経験し、現在まで大字として存続している。1948年（昭和23年）8月15日に浜島町議会は塩屋飛び地の田杭浦を埋め立て、浜島町立浜島中学校の敷地を造成することを決議、1950年（昭和25年）2月2日から浜島町のすべての中学生が新校舎への通学を開始した。また、浜島中学校近くの「宮シ作りの丘」は1970年（昭和45年）から330戸の宅地が造成され、汐見成（しおみなり）と名付けられた。汐見成は宅地開発後、浜島町塩屋から浜島町浜島へ所属地区が変更となった。

### 沿革
- 1889年（明治22年）4月1日 - 町村制施行に伴い、英虞郡浜島村大字塩屋となる。
- 1896年（明治29年）3月29日 - 英虞郡が答志郡と合併し、志摩郡浜島村大字塩屋となる。
- 1919年（大正8年）10月1日 - 浜島村が町制を施行し、志摩郡浜島町大字塩屋となる。
- 2004年（平成16年）10月1日 - 浜島町が志摩郡4町と合併し、志摩市浜島町塩屋となる。（公式の住所から「大字」表記がなくなる。）

### 地名の由来
塩屋地区にある、小字釜向（かまむけ）・倉本（くらもと）の浜で製塩が行われていたことにちなむ。製塩は明治の初期まで行われ、伊勢国山田（現在の伊勢市中心部）等に売りに行く商人がいた。

## 世帯数と人口
2019年（令和元年）7月31日現在の世帯数と人口は以下の通りである。
| 町丁       | 世帯数 | 人口  |
| ---------- | ------ | ----- |
| 浜島町塩屋 | 57世帯 | 131人 |

### 人口の変遷
1746年以降の人口の推移。なお、2005年以後は国勢調査による推移。
| 1746年（延享3年）  | 207人 | [ 3 ]     |  |
| 1880年（明治13年） | 380人 | [ 5 ]     |  |
| 1908年（明治41年） | 229人 | [ 8 ]     |  |
| 1980年（昭和55年） | 233人 | [ 2 ]     |  |
| 2005年（平成17年） | 180人 | [ WEB 5 ] |  |
| 2010年（平成22年） | 158人 | [ WEB 6 ] |  |
| 2015年（平成27年） | 129人 | [ WEB 7 ] |  |

### 世帯数の変遷
1746年以降の世帯数の推移。なお、2005年以後は国勢調査による推移。
| 1746年（延享3年）  | 47戸   | [ 3 ]     |  |
| 1880年（明治13年） | 34戸   | [ 5 ]     |  |
| 1908年（明治41年） | 38戸   | [ 8 ]     |  |
| 1980年（昭和55年） | 65世帯 | [ 2 ]     |  |
| 2005年（平成17年） | 65世帯 | [ WEB 5 ] |  |
| 2010年（平成22年） | 62世帯 | [ WEB 6 ] |  |
| 2015年（平成27年） | 53世帯 | [ WEB 7 ] |  |

## 学区
市立小・中学校に通う場合、学区は以下の通りとなる。
| 番・番地等 | 小学校             | 中学校             |
| ---------- | ------------------ | ------------------ |
| 全域       | 志摩市立浜島小学校 | 志摩市立浜島中学校 |

浜島中学校は塩屋の飛び地にある。2009年（平成21年）度まで、塩屋は志摩市立迫塩小学校（はくえんしょうがっこう）の学区であったが、迫塩小学校が浜島小学校と統合したため、現在は浜島小学校に通学している。

## 漁業権闘争
塩屋には元来、漁業を主業とする者はなく、漁業権（専用漁業権と区画漁業権）は浜島漁業協同組合（現在の志摩市浜島町浜島地区）が免許を有していた。近隣の迫子や桧山路も同様であった。その後、地先海面漁業権の獲得を目指して塩屋・迫子・桧山路（以下、「3地区」とする）の住民と浜島漁協が激しく争い、1903年（明治36年）6月に入漁権の契約が提携された。しかし3地区にとっては、わずかな権利が得られたのみであった。続いて1907年（明治40年）1月に真珠区画漁業権の争いが勃発、3地区は浜島漁協に漁業権管理を委託、各地区は戸数に応じた配分金を受け取ることで決着した。
こうして漁業権で苦い経験をした3地区は浜島漁協に対抗するための組織の必要性を痛感し、1911年（明治44年）に「迫子塩屋桧山路漁業協同組合」を発足させた。事務所は迫子に置き、塩屋からは37人が組合に加入した。しかし、浜島漁協の漁業権免許更新期がくるたびに漁業権獲得に向けて闘うも勝つことはなく、浜島漁協から貸与という形での操業を続けた。1944年（昭和19年）には、組織名を「迫子塩屋桧山路漁業会」と改めた。
太平洋戦争の終結後、1949年（昭和24年）に迫子地区が迫子漁業協同組合を設立、塩屋も翌1950年（昭和25年）に塩屋漁業協同組合を設立した。その後、塩屋地区単独での漁協経営が長く続いたが、2002年（平成14年）7月1日に英虞湾岸の漁協が大合併して志摩の国漁業協同組合が発足、塩屋支所となった。更に2010年（平成22年）2月1日には、三重県南部の漁協の広域合併により、三重外湾漁業協同組合が発足、志摩支所浜島事業所塩屋となった。

## 交通
鉄道
鉄道は通っていない。最寄り駅は市内にある近鉄志摩線鵜方駅。
路線バス
三重交通志摩営業所管内（中心となるバス停は「塩屋」）
- 70系統 宿浦
- 70系統 磯部バスセンター
- 70系統 伊勢市駅前
- 70系統 伊勢赤十字病院
- 71系統 鵜方駅前

　道路
- 三重県道17号浜島阿児線 - 塩屋を東西に通る幹線道路。飛び地では浜島バイパスが中央部を、本線が地区の東端を通過する。

## 施設
- 志摩市立浜島中学校
- 志摩市塩屋生涯学習センター
- 志摩市RDF施設エコフレンドリーはまじま
- 中部電力浜島変電所
- 三重外湾漁業協同組合志摩支所塩屋
- 迫塩桧浄化センター

## 史跡
- 南江山宝泉寺 - 天文6年（1537年）に真言宗の浄泉寺を前身として開基となった曹洞宗永平寺派の仏教寺院[3]。女性の信仰を集める子安地蔵が境内にある[3]。縁日は8月24日の地蔵盆[3]。
- 天真名井神社 - 大字塩屋字清水117番地。創建時より八王子社と称し、1870年1月（明治2年12月）に天真名井神社と改号し祭神を国狭槌尊とした（「鳥羽誌」では五男三女神としている[13]）。尚、境内社として八幡社（応神天皇）と津島神社（素戔嗚尊）も祀っていた。その後、1907年（明治40年）5月29日に境内社は村社である天真名井神社へ合祀する許可を受け、同年9月23日に合祀された。1908年（明治41年）2月14日に大字塩屋の村社である天真名井神社を浜島村大字迫子の村社である八柱神社（大字迫子字宮ノ谷山212番地鎮座）へ合祀する許可を受け、最終的には同年3月15日に合祀された[14]。境内に樹齢五百年余り、高さ15m程の楠があったと伝わる[13]。
- 厳島神社 - 大字塩屋字管田542番地。無格社で市寸島比売命を祭神として祀っていた。1907年（明治40年）5月29日に大字塩屋の村社である天真名井神社へ合祀する許可を受け、同年9月23日に合祀された[14]。
- 千曳神社 - 塩屋字千退。血引[13]、千引、千疋とも書かれる。姫君の遺骸が漂着した為に引き上げようとしたがこれができず、牛千頭に引かせようやく海から上げる事ができた事から千曳と呼ばれるようになり、姫君の亡骸は千曳山の大石になったと伝えられる。千曳山山頂には以前、石室があったとされるが現在は祠となっており、近くには役行者の祀られた祠もある[WEB 10]。血病に悩む女性は血引石室に祈願するとたちまちにして癒えるとの言い伝えがあった[13]。

## その他

### 日本郵便
- 郵便番号 : 517-0402[WEB 2]（集配局：阿児郵便局[WEB 11]）。

### WEB
1. 1 2  “志摩市の人口について”.   志摩市 (2019年7月31日). 2019年8月28日閲覧。
2. 1 2  “浜島町塩屋の郵便番号”.  日本郵便. 2019年8月15日閲覧。
3. ↑  “市外局番の一覧”.   総務省. 2019年6月24日閲覧。
4. ↑  “住所コード検索”. 自動車登録関係コード検索システム.  国土交通省. 2015年9月30日時点のオリジナルよりアーカイブ。2015年9月30日閲覧。
5. 1 2  “平成17年国勢調査の調査結果(e-Stat) - 男女別人口及び世帯数 －町丁・字等”.   総務省統計局 (2014年6月27日). 2019年8月16日閲覧。
6. 1 2  “平成22年国勢調査の調査結果(e-Stat) - 男女別人口及び世帯数 －町丁・字等”.   総務省統計局 (2012年1月20日). 2019年8月16日閲覧。
7. 1 2  “平成27年国勢調査の調査結果(e-Stat) - 男女別人口及び世帯数 －町丁・字等”.   総務省統計局 (2017年1月27日). 2019年8月16日閲覧。
8. ↑  “学校通学区”.   志摩市. 2019年8月28日閲覧。
9. ↑  三重県農水商工部水産経営室漁協グループ"三重県農水商工部水産経営室/漁協合併"平成22年5月1日.（2011年6月22日閲覧。）
10. ↑  “伊勢志摩 きらり千選 202.塩屋浅間と塩屋千曳山”.   伊勢志摩きらり千選実行グループ. 2023年3月1日閲覧。
11. ↑  “郵便番号簿 2018年度版” (PDF).   日本郵便. 2019年6月10日閲覧。

### 文献
1. 1 2  浜島町史編さん委員会編 1989, p. 3.
2. 1 2 3 4  「角川日本地名大辞典」編纂委員会 1983, p. 1429.
3. 1 2 3 4 5 6 7 8  「角川日本地名大辞典」編纂委員会 1983, p. 540.
4. ↑  「角川日本地名大辞典」編纂委員会 1983, p. 1427.
5. 1 2 3 4  平凡社地方資料センター 1983, p. 697.
6. ↑  浜島町史編さん委員会編 1989.
7. ↑  志摩市小学校社会科副読本編集委員会 編（2009）：151ページ
8. 1 2  「角川日本地名大辞典」編纂委員会 1983, p. 541.
9. 1 2 3 4 5 6  浜島町史編さん委員会編 1989, p. 438.
10. ↑  浜島町史編さん委員会編 1983, p. 438.
11. 1 2 3  浜島町史編さん委員会編 1989, p. 439.
12. ↑  浜島町史編さん委員会編 1989, p. 87.
13. 1 2 3 4  曽我部 1911, p. 241.
14. 1 2  三重県神職会編 1926, pp. 260–262.